# Anna Dorothea Therbusch
Anna Dorothea Therbusch (nacida Anna Dorothea Lisiewski, en polaco Lisiewska, 23 de julio de 1721 - 9 de noviembre de 1782) fue una pintora Rococó nacida en el Reino de Prusia. Se conservan aproximadamente 200 de sus trabajos y pintó al menos ochenta y cinco retratos verificados.

## Infancia
Anna Dorothea Therbusch nació en Berlín. Provenía de una familia de artistas, era hija de Georg Lisiewski (1674-1751), un pintor de Berlín de origen polaco que llegó a Prusia en 1692 como parte del séquito del arquitecto de la corte Johann Friedrich Eosander von Göthe.  Georg enseñó pintura a Anna Dorothea, a su hija mayor, Anna Rosina, y a su hijo Christoph Friedrich Reinhold Lisiewski.

## Matrimonio
Anna Dorothea se casó con el hostelero de Berlín Ernst Friedrich Therbusch (1711–1773), tuvo 4 hijos y dejó de pintar durante 15 años para ayudar a su marido en el restaurante. Una vez liberada de sus obligaciones familiares, siendo una mujer madura, abandonó su familia para regresar a su arte.

## París

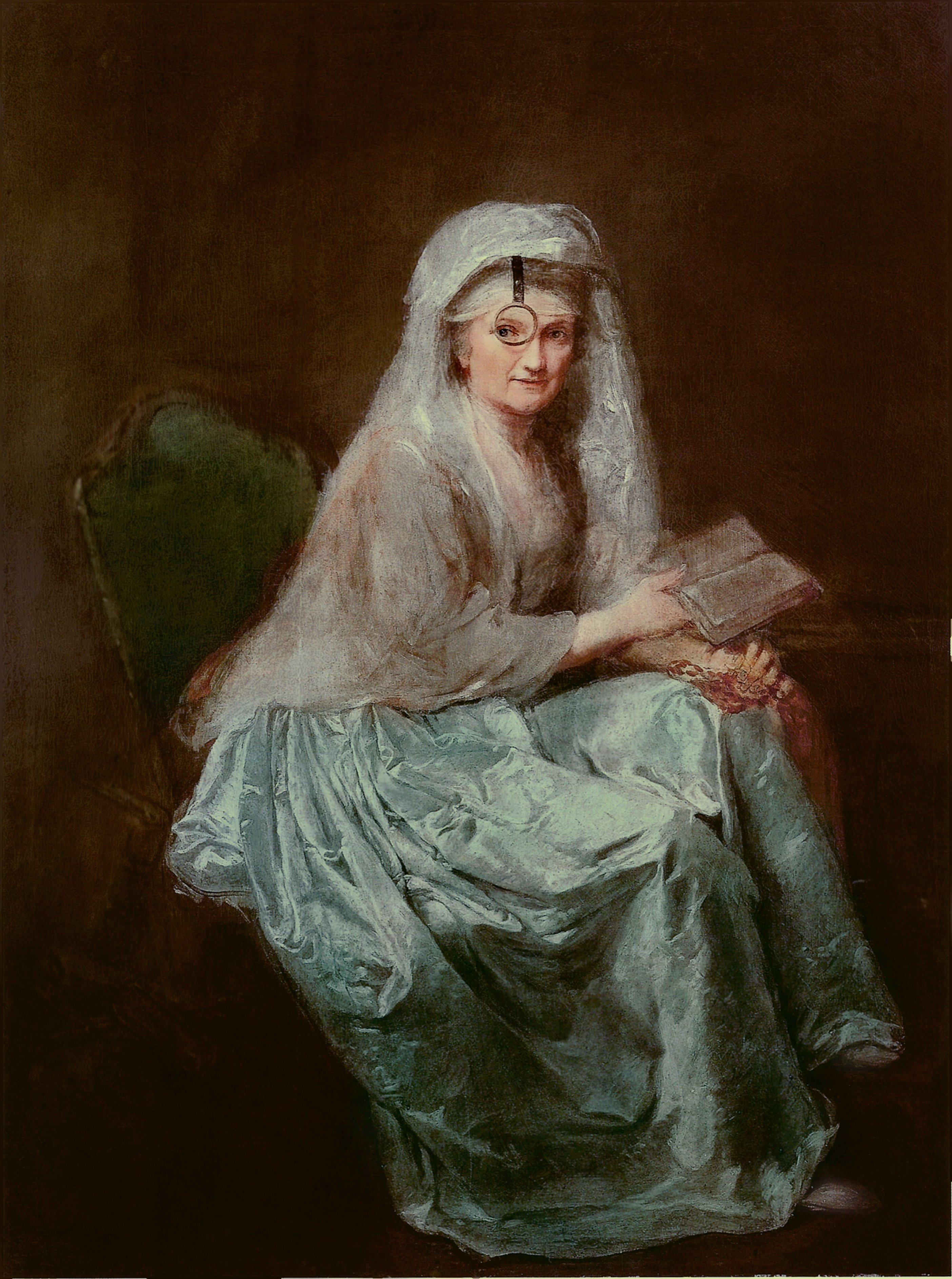
Autorretrato, 1777

En 1760 aparece pintando con éxito y recibiendo encargos en la corte de Stuttgart, en la de Mannheim y en la de Berlín en 1764. Las primeras obras de las que se tiene constancia después de su regreso a la pintura son de 1761 en el tribunal de Stuttgart del Duque Carlos Eugenio de Wurtemberg. Pintó dieciocho cuadros en un tiempo muy corto para la galería del castillo. En 1762 llegó a ser miembro honorario de la Academia de las Artes de Stuttgart, y trabajó en Stuttgart y Mannheim. En 1765 se instaló en París. La Real Academia francesa de Pintura y Escultura mostró su primer trabajo, la pieza titulada El Bebedor, aunque le rechazaron una pintura mitológica. Fue criticada y respetada por su profesionalidad pero no tenía encargos. Denis Diderot, el filósofo y crítico de arte, fue comprensivo con ella, hasta el punto de encargarle un retrato de sí mismo con el torso desnudo. Anna Dorothea finalmente se unió a la Academia en 1767, vivió con Diderot y conoció artistas famosos, e incluso pintó a Philipp Hackert pero siguió sin tener éxito en París. Aquel tiempo es visto, sin embargo,  como su época de mayor creatividad

## Regreso a Prusia
París era una ciudad cara y Anna Dorothea tuvo dificultades financieras. En 1768, abandonó París con destino a Holanda, dejando deudas. Tras una breve estancia en Bruselas siguió viaje a Viena, donde la aceptaron en la Academia por el retrato de Hackert. Finalmente, llegó a Berlín en 1769, llegando a ser la pintora más importante de Prusia, donde se la tenía en alta estima.
Pintó el retrato de Federico II el Grande, cuyo recién construido Palacio de Sanssouci  decoró con escenas mitológicas. También pintó retratos de ocho miembros de la realeza prusiana para Catalina II de Rusia (Catalina la Grande). Aunque Anna Dorothea nunca fue a Rusia, los coleccionistas rusos apreciaron su trabajo. También conoció el grupo de artistas que rodeaban a Johann Wolfgang von Goethe.
Murió en Berlín a la edad de 61 años, y fue enterrada en el cementerio de Dorotheenstadt, cuya iglesia fue destruida en la Segunda Guerra Mundial. Su tumba quedó intacta.
Su relación con Diderot inspiró a Eric-Emmanuel Schmitt para escribir su obra de teatro Der Freigeist ("El Espíritu Libre"), también conocida como Der Libertin ("El Libertine").